# Edymar Martínez
Pour les articles homonymes, voir Martinez.
 (septembre 2017).
Edymar Martínez Blanco (née le 10 juillet 1995 à Puerto La Cruz, Anzoátegui, Venezuela) est un mannequin et une reine de beauté vénézuélienne. Elle représente l'État d'Anzoátegui à Miss Venezuela 2014 et se voit couronnée Miss Venezuela International par la sortante titulaire Michelle Bertolini. Edymar Martínez est couronnée Miss International 2015 au Grand Prince Hotel Takanawa, à Tokyo, Japon le 5 novembre 2015.

## Vie personnelle
Edymar Martínez débute jeune dans le mannequinat avec l'« Organisation Intermodels Venezuela » dans son pays natal, à Puerto La Cruz[citation nécessaire]. En décembre 2010, à l'âge de 15 ans, Edymar participe au concours « Miss Teen Beauty Venezuela », représentant l'état où elle a été la gagnante ; c'est sa première expérience en ce qui concerne les concours de beauté. Edymar Martínez a couvert les campagnes pour le magazine "Tendances" et Biglidue[citation nécessaire].

### Miss Venezuela 2014
Edymar Martínez représente l'État d'Anzoátegui lors de la 62e édition de Miss Venezuela.